# Arthur William Keen
Arthur William Keen (ur. 20 marca 1895 w Birmingham, zm. 12 września 1918 w Wimereux) – brytyjski as myśliwski okresu I wojny światowej. Odniósł 14 zwycięstw powietrznych.

## Życiorys
Ukończył Trinity College na Uniwersytecie Cambridge. Od początku 1916 roku rozpoczął służbę w Royal Flying Corps i został mianowany podoficerem. Po przejściu szkolenia w Anglii od połowy 1917 roku został przydzielony jako pilot do 70 eskadry RFC. W jednostce odniósł swoje pierwsze zwycięstwo powietrzne 28 sierpnia 1916 roku nad samolotem Fokker D.II.
Po przeniesieniu  do No. 40 Squadron RAF w 1917 roku od maja rozpoczął systematyczne zestrzeliwanie samolotów niemieckich. 25 czerwca uzyskał tytuł asa myśliwskiego. Do 9 sierpnia 1918 roku odniósł łącznie 14 zwycięstw powietrznych, został mianowany na majora lotnictwa i odznaczony Military Cross.
15 sierpnia 1918 roku Arthur William Keen został ciężko poparzony w wypadku lotniczym. Po prawie miesięcznym pobycie w szpitalu w stanie krytycznym zmarł 12 września